# 丰镇 (阿尔代什省)
丰镇（法語：Fons）是法国阿尔代什省的一个市镇，属于拉尔让蒂埃区（Largentière）奥伯纳县（Aubenas）。该市镇2009年时的人口为329人。

## 人口
丰镇人口变化图示
| 数据来源：INSEE |